# Palazzo Baccelli
Il palazzo Baccelli è un edificio storico del centro di Firenze, situato in via dell'Anguillara 23, con affaccio retrostante su via Borgognona 14 e laterale su via Filippina.
Il palazzo appare nell'elenco redatto nel 1901 dalla Direzione Generale delle Antichità e Belle Arti, quale edificio monumentale da considerare patrimonio artistico nazionale.

## Storia e descrizione

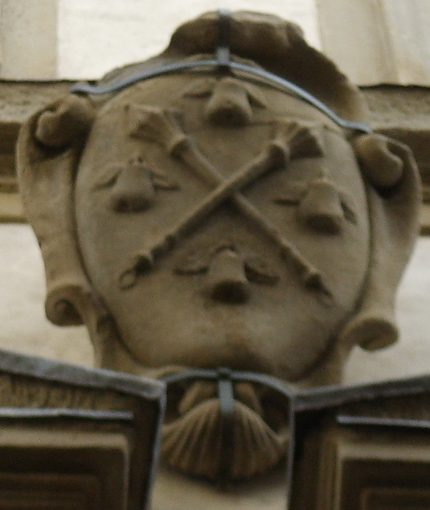
Stemma Baccelli

Il grande edificio (quattro assi sviluppati per tre piani e un mezzanino), con forti aggetti seicenteschi, si propone sulla via quasi senza soluzione di continuità con il fronte del palazzo Pieri Ginori che lo precede, a seguito di un intervento di restauro (1981) che ha interessato contemporaneamente le due fabbriche e nel quale non si è reputato necessario staccare cromaticamente le facciate. 
Messo in relazione con l'attività di Bartolomeo Ammannati (ovvero di un suo più tardo seguace), è sicuramente da considerare una testimonianza importante dell'architettura manierista fiorentina. 
Ostenta sulla facciata uno scudo con l'arme della famiglia Baccelli (d'azzurro, a due mazze d'arme decussate d'oro, accantonate da quattro pere dello stesso, fogliate di due pezzi di verde), originaria di Peretola, che ne fu proprietaria. 
Così Marcello Jacorossi: "Fu in antico dei Sinibaldi, detti anche da Carmignano. Ai primi del XVI secolo lo comprò Bartolo Gualtierotti de' Bardi e da lui pervenne, nel 1534, alla figlia Cassandra, moglie di Giovanni d'Antonio Tornaquinci. Passò quindi al Baccelli da Peretola (consorti dei Mazzinghi) che lo ridussero nella forma attuale".